# Коефіцієнт нафтонасиченості (газонасиченості) пласта
Коефіцієнт нафтонасиченості (газонасиченості) пласта (рос. коэффициент нефтенасыщенности (газонасыщенности) пласта; англ. oil saturation (gas saturation) coefficient; нім. Koeffizient m der Erdöl(erdgas)sättigung f) — відношення об'єму нафти (газу), який міститься в порах (пустотах) пласта до загального об'єму всіх пор (пустот) нафтоносного (газоносного) пласта в пластових умовах чи у досліджуваному зразку породи при пластових умовах.
Сума коефіцієнтів нафто-, газо- і водонасиченості дорівнює одиниці.